# Филип (сатрап)
Вижте пояснителната страница за други личности с името Филип.
Филип (на старогръцки: Φίλιππος, Philippos; † 318 г. пр. Хр.) е генерал на Александър Велики и диадох.
При Вавилонската подялба след смъртта на Александър Велики през 323 г. пр. Хр. Филип става сатрап на провинциите Бактрия и Согдиана. На конференцията в Трипарадис през 320 г. пр. Хр. победителите от Първара диадохска война му вземат службите и го сменят със Стасанор. Вместо това той получава управлението на провинция Партия.
Македонският диадох на Мидия Питон изгонва през 318 г. пр. Хр. Филип и го убива.